# Streptotinia
Streptotinia — рід грибів родини Sclerotiniaceae. Назва вперше опублікована 1945 року.

## Класифікація
Згідно з базою MycoBank до роду Streptotinia відносять 5 офіційно визнаних видів:
- Streptotinia aquilegiae
- Streptotinia arisaematis
- Streptotinia caulophylli
- Streptotinia streptothrix
- Streptotinia symplocarpi